# Inverno e Monteleone
Inverno e Monteleone är en ort och kommun i provinsen Pavia i regionen Lombardiet i Italien. Kommunen hade 1 490 invånare (2018).